# Merânkhrê Montouhotep
Merânkhrê Montouhotep V ou VI est un roi de la Deuxième Période intermédiaire, de la XIIIe dynastie pour certains,, de la XVIe dynastie pour d'autres. 

## Attestations
Merânkhrê Montouhotep n'est attesté que par deux statuettes, JE 37418/CG 42021 et BM EA 65429. La première, découverte dans la cachette de Karnak par Georges Legrain, est dépourvue de tête et de pieds et donne les noms de Sa-Rê et de Nesout-bity du roi ainsi qu'une dédicace au dieu Sobek, seigneur de la smnw,. La seconde statuette dont l'origine est inconnue porte également les noms du roi mais sans dédicace.
Une autre attestation possible de Merânkhrê Montouhotep est donnée par un fragment de sarcophage en bois, aujourd'hui au British Museum sous le numéro de catalogue BM EA 29997. Le cercueil porte le texte suivant : « Le Patricien, Représentant royal, Fils aîné du Roi, le Commandant en chef Herounefer, Juste des voix, qui a été engendré par le roi Montouhotep, Juste des voix, et porté par la reine Satmout, Juste des voix. ».
Le nom de Nesout-bity du roi Montouhotep a disparu et l'identification de ce Montouhotep reste problématique. Kim Ryholt note cependant que le sarcophage porte également une version antérieure de passages du Livre des morts, qui est l'une des deux seules inscriptions pré-Nouvel Empire de ce texte. Ainsi, Ryholt soutient que ce Montouhotep doit avoir régné à la fin de la Deuxième Période intermédiaire. Ainsi, deux rois pourraient être mentionnés sur le sarcophage : Soudjârê Montouhotep et Merânkhrê Montouhotep. Pour trancher entre ces deux rois, Ryholt note que l'autre version pré-Nouvel Empire du Livre des morts se trouve sur le sarcophage de la reine Montouhotep, épouse de Sekhemrê-Sementaouy Djehouty, roi de la XVIe dynastie. Dans ce cas, le texte est presque identique à celui trouvé sur le sarcophage de Herounefer, ce qui plaide en faveur d'une proximité temporelle entre les deux. Alors que Soudjârê Montouhotep a régné environ dix ans avant Sekhemrê-Sementaouy Djehouty, Merânkhrê Montouhotep aurait régné soixante ans après lui. Ryholt conclut donc que Soudjârê Montouhotep est le Montouhotep du sarcophage, Satmout sa reine et Herounefer son fils. Cette identification est cependant loin d'être certaine, et Aidan Mark Dodson et Dyan Hilton ont plutôt daté le sarcophage de la fin de la XVIe dynastie, donnant ainsi Herounefer comme fils de Merânkhrê Montouhotep et Satmout comme épouse.

## Position chronologique
Merânkhrê Montouhotep n'est pas attesté sur les fragments survivants du Canon royal de Turin. Pour cette raison, la position chronologique exacte ainsi que la durée de son règne ne peuvent être déterminées. Ryholt propose que Merânkhrê Montouhotep, qu'il numérote Montouhotep VI (Soudjârê Montouhotep étant noté Montouhotep V), était un roi de la fin de la XVIe dynastie en se basant sur deux arguments. Premièrement, son nom de Nesout-bity Merânkhrê a la forme ...-ânkh-rê, similaire à celui de Djedânkhrê Montouemsaf et les deux rois portent le nom de Sa-Rê Montou-..., ce qui indique qu'ils se sont succédé étroitement dans le temps. Deuxièmement, la première statuette de Merânkhrê Montouhotep est dédiée à Sobek de smnw (Semenou) et a donc probablement été installée à la Qibli el-Mahamid près de Gebelein où sont attestés Djedneferrê Dedoumes II et Djedânkhrê Montouemsaf avant d'être déplacée dans la Cachette de Karnak à une date ultérieure, peut-être à l'effondrement de la dynastie.
À l'inverse, Julien Siesse place ce roi à la fin de la XIIIe dynastie se basant que sa statue trouvée dans la cachette de Karnak ressemble à celles de la fin de la XIIIe dynastie, pour la plupart également trouvée dans la cachette, et plus particulièrement celle de Merkaourê Sobekhotep, et sur la base que son nom de Nesout-bity Merânkhrê est de la forme Mer-...-rê, comme Merneferrê Aÿ, Merhoteprê Sobekhotep et Merhoteprê Ini, Mersekhemrê Neferhotep et Mersekhemrê Ined, Merkaourê Sobekhotep, Mershepesrê Ini et Merikheperrê. Il place donc ces rois comme une succession directe tout à la fin de la XIIIe dynastie. Dans cette chronologie, Soudjârê Montouhotep, placé dans la XVIe dynastie, est noté Montouhotep VI.